# インダー族
インダー族(インダーぞく、Intha)は、ミャンマーのインレー湖周辺で生活する民族である。
言語上の観点からは、チベット・ビルマ語派に属し、ビルマ語の方言を話す。ミャンマーのダウェーエリアが民族の起源であると信じられている。彼らは湖上で多くの時間を過ごし、浮かぶ農作物の世話をしている。また、カヌー型のボートを足を使って漕ぐことでも知られている。彼らは伝統的に仏教徒である。
インレー湖の移動手段の大部分は、小さなカヌー型のボートか、あるいはそれより大きな動力付きのボートである。彼らのボートを漕ぐ方法は特徴的で、船尾に片方の足をかけ、もう一方の足をオールに巻きつける方法を採っている。その理由としては、湖は水深が浅く、アシや浮草多く生えているため、座ってしまうとそれらの奥を見渡すことができないためである。立つことで、アシや浮草の奥を見渡すことができる。しかし、足漕ぎは男性によってのみされており、女性は一般的なオールを手で持って、ボートを漕ぐ。
死者に関しては伝統的にインレー湖に沈めるという水葬が一般的であったが、近年では陸上への埋葬も増加している。